# 立陶宛蘇維埃社會主義共和國 (1918年—1919年)
立陶宛蘇維埃社會主義共和國是1918年至1919年期間曾經在立陶宛境內出現的一個國家。該國在1919年和舊白俄羅斯蘇維埃社會主義共和國合併，成為立陶宛-白俄羅斯蘇維埃社會主義共和國。